# Macapta holophaea
Macapta holophaea là một loài bướm đêm trong họ Noctuidae.